# Berthold Huber (Manager)

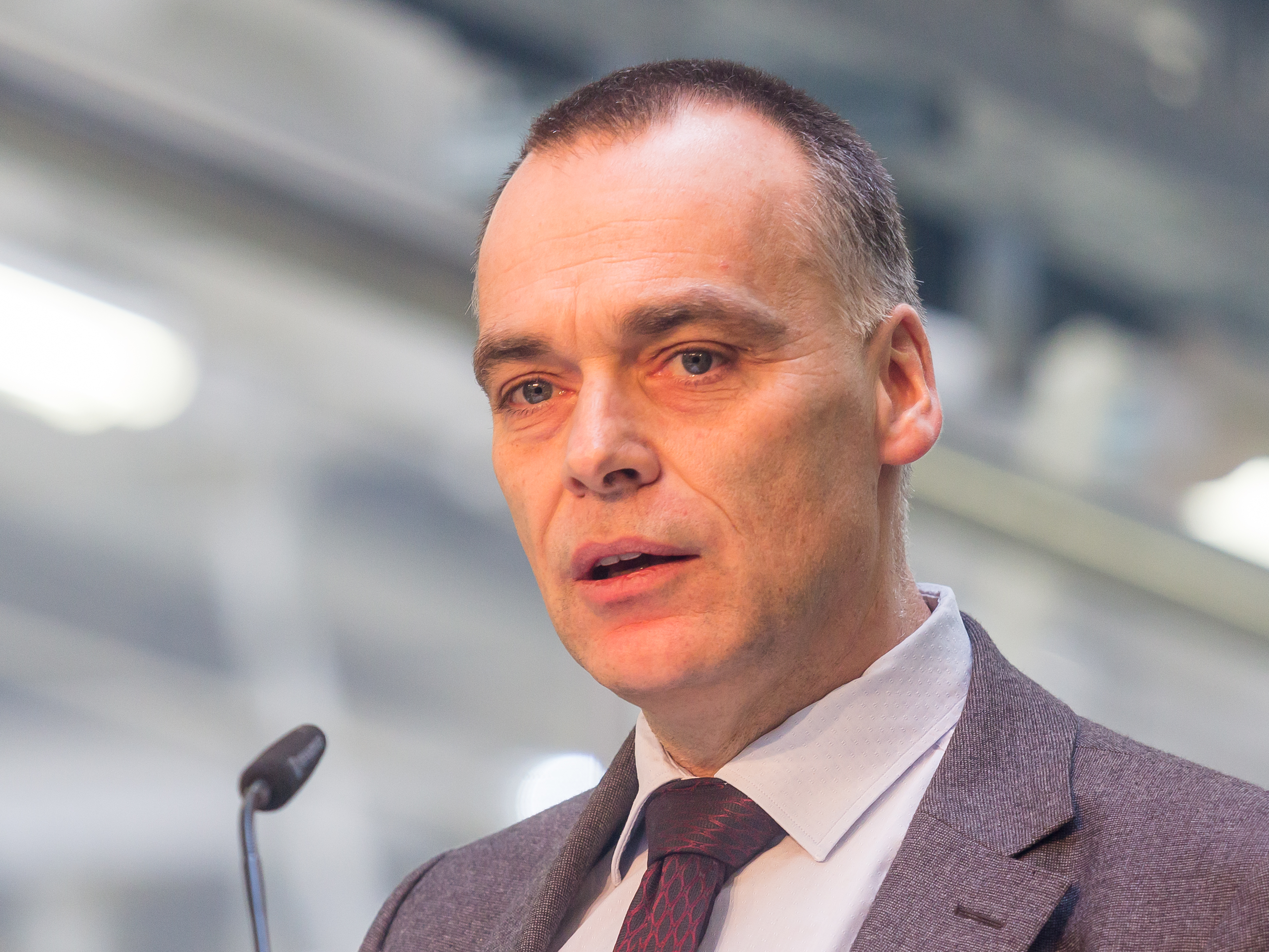
Berthold Huber (2018)

Berthold Huber (* 9. Oktober 1963 in Heidelberg) ist ein deutscher Manager. Er war von 2010 bis 2015 Vorstandsvorsitzender von DB Fernverkehr. Von 2015 bis Juni 2022 war er Vorstand Personenverkehr der Deutschen Bahn.
Seit 1. Juli 2022 ist er Vorstand für Infrastruktur des Konzerns.

## Leben
Huber ist der Sohn des Rechtswissenschaftlers Ulrich Huber. Er studierte Politikwissenschaften und arbeitete anschließend als Unternehmensberater für Ernst & Young. 1997 wechselte er zur Deutschen Bahn. Er leitete beim Personenverkehr zunächst die Organisationseinheiten Borddienste und Regio-Services. 2001 übernahm er das Personalressort von DB Regio Bayern. Neben dem Personalressort war er auch für den Regionalverkehr Südbayern verantwortlich. Im Mai 2003 übernahm Huber den Vorsitz von DB Regio Bayern; parallel war er als Geschäftsführer des Regionalverkehrs Oberbayern tätig. 2008 wurde er Vorstand für Personal bei der DB Netz AG.
Am 12. November 2010 wurde er zum Vorstandsvorsitzenden von DB Fernverkehr ernannt. Zum 1. August 2015 wechselte er in die Position als Vorstand für Personenverkehr der Deutschen Bahn AG. Damit war die Verantwortung für Regional- und Fernverkehr verbunden, also den größten Teil der deutschen Eisenbahn. Bis 26. August 2016 nahm er diese Funktion auch für die (mittlerweile aufgelöste) DB Mobility Logistics AG wahr. Hubers Nachfolgerin als Vorstand von DB Fernverkehr wurde Birgit Bohle.
Mit Beschluss des Aufsichtsrates vom 22. März 2017 erhielt er einen neuen Fünf-Jahres-Vertrag. Zum 1. Januar 2020 gab er den Bereich Fahrzeuginstandhaltung an Sabina Jeschke ab.
Huber unterschrieb in seiner Funktion als Konzernvorstand, nach Einschätzung des Rechtsausschusses der DB, pflichtwidrig einen Beratervertrag mit seinem Vorgänger Ulrich Homburg, in dessen Rahmen 171.000 Euro ausgezahlt wurden. Der Aufsichtsrat beschloss daraufhin Mitte Dezember 2019, dass Huber einen Teil seiner Tantiemen für das laufende Jahr abgeben müsse.
Er wurde am 23. Juni 2022 mit Wirkung ab 1. Juli 2022 zum Vorstand für Infrastruktur der Deutschen Bahn ernannt. Er folgt in dieser Funktion Ronald Pofalla nach. Das Netzwerk Europäischer Eisenbahnen kritisierte die Entscheidung scharf.
Huber wurde im April 2023 für drei Jahre in das Präsidium des Deutschen Verkehrsforums gewählt. Eine Tätigkeit als Vorstandsmitglied im Verband Deutscher Verkehrsunternehmen gab er im Mai 2023 an Sigrid Nikutta ab.
Huber ist verheiratet und Vater von vier Kindern. Sein Onkel ist der evangelische Theologe Wolfgang Huber. Sein Großvater war der Jurist Ernst Rudolf Huber, sein Urgroßvater war der Jurist Walter Simons, sein Vater Ulrich Huber lehrte als Rechtswissenschaftler an der Universität Bonn.